# Christopher Aspeqvist
Christopher Aspeqvist (né le 9 novembre 1990 à Stockholm en Suède) est un joueur professionnel suédois de hockey sur glace. Il évolue au poste de défenseur.

## Biographie
Formé au Huddinge IK, il joue ses premiers matchs en senior avec le club de Visby Roma dans la Division 1, le troisième niveau national, lors de la saison 2008-2009. Lors des deux saisons suivantes, il porte les couleurs du Huddinge IK, également dans la division 1. Ses performances lui permettent de signer à l'AIK IF en 2011. Il évolue trois saisons dans l'élite suédoise. Lors de la saison 2014-2015, il rejoint le Södertälje SK dans l'Allsvenskan. Atteint de la fièvre glandulaire durant l'été, il perd une dizaine de kilos puis ne parvient pas à gagner la confiance de l'entraîneur. Il rompt son contrat mi-décembre avant de finir la saison au Almtuna IS également dans l'Allsvenskan. 
Il décide de partir à l'étranger en 2015 chez les Diables Rouges de Briançon dans la Ligue Magnus.

## Statistiques

### En club
| Saison    | Équipe                     | Ligue        |    | Saison régulière | Saison régulière | Saison régulière | Saison régulière | Saison régulière |   | Séries éliminatoires | Séries éliminatoires | Séries éliminatoires | Séries éliminatoires | Séries éliminatoires |
| Saison    | Équipe                     | Ligue        | PJ | B                | A                | Pts              | Pun              | PJ               | B | A                    | Pts                  | Pun                  |                      |                      |
| 2008-2009 | Visby Roma                 | Division 1   | 2  | 0                | 1                | 1                | 2                | -                | - | -                    | -                    | -                    |                      |                      |
| 2009-2010 | Huddinge IK                | Division 1   | 33 | 5                | 13               | 18               | 6                | -                | - | -                    | -                    | -                    |                      |                      |
| 2010-2011 | Huddinge IK                | Division 1   | 38 | 12               | 7                | 19               | 12               | 10               | 2 | 2                    | 4                    | 6                    |                      |                      |
| 2011-2012 | AIK IF                     | Elitserien   | 41 | 2                | 1                | 3                | 6                | 7                | 0 | 1                    | 1                    | 0                    |                      |                      |
| 2012-2013 | AIK IF                     | Elitserien   | 42 | 1                | 1                | 2                | 8                | -                | - | -                    | -                    | -                    |                      |                      |
| 2012-2013 | Södertälje SK              | Allsvenskan  | 3  | 0                | 0                | 0                | 2                | -                | - | -                    | -                    | -                    |                      |                      |
| 2013-2014 | AIK IF                     | SHL          | 51 | 2                | 2                | 4                | 12               | -                | - | -                    | -                    | -                    |                      |                      |
| 2014-2015 | Södertälje SK              | Allsvenskan  | 24 | 0                | 1                | 1                | 14               | -                | - | -                    | -                    | -                    |                      |                      |
| 2014-2015 | Almtuna IS                 | Allsvenskan  | 7  | 0                | 0                | 0                | 4                | -                | - | -                    | -                    | -                    |                      |                      |
| 2015-2016 | Diables rouges de Briançon | CdlL         | 5  | 2                | 1                | 3                | 2                | -                | - | -                    | -                    | -                    |                      |                      |
| 2015-2016 | Diables rouges de Briançon | Ligue Magnus | 26 | 5                | 9                | 14               | 10               | 10               | 3 | 2                    | 5                    | 2                    |                      |                      |